# パレ・デ・ナシオン

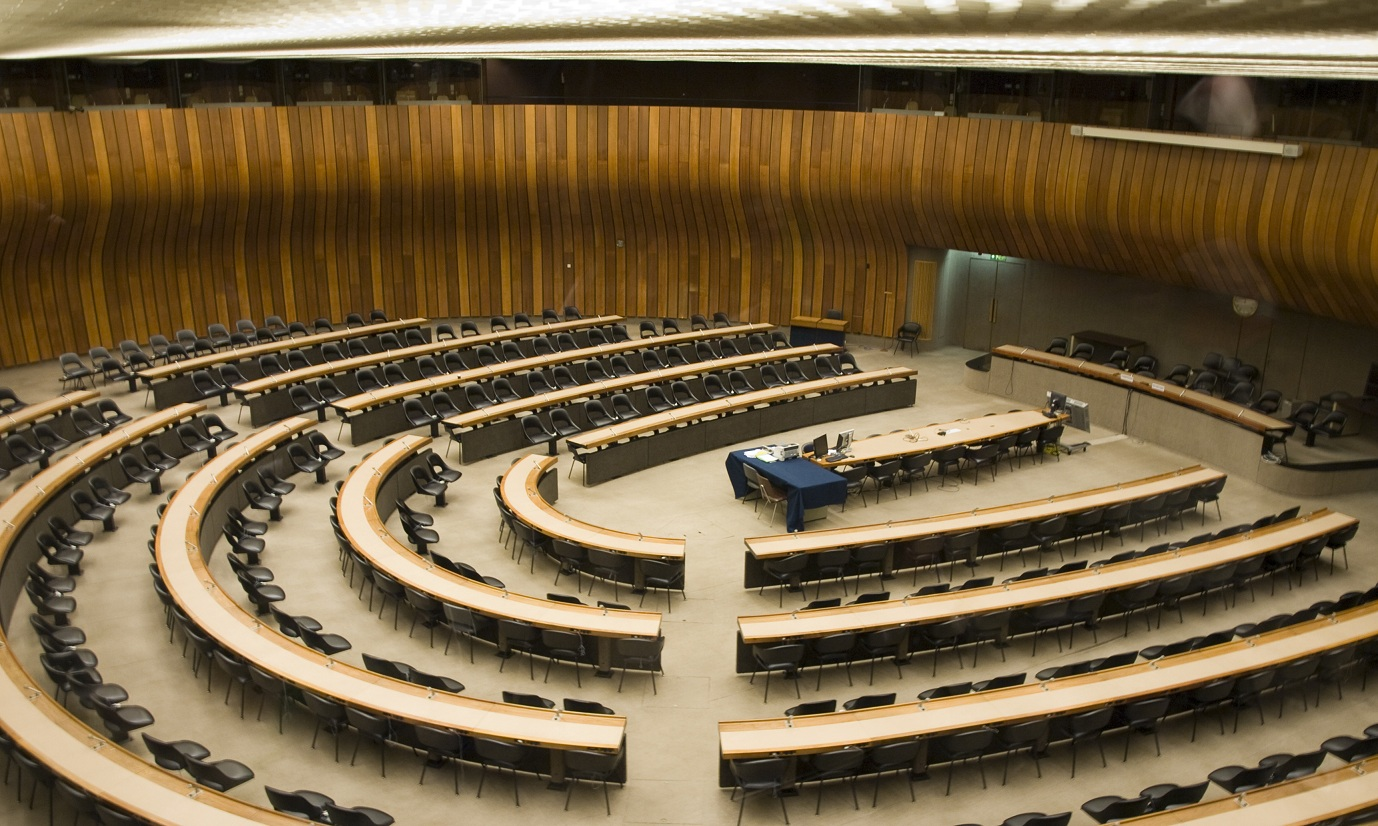
パレ・デ・ナシオン内の会議室

パレ・デ・ナシオン（フランス語: Palais des Nations, 発音: [palɛ de nɑsjɔ̃]）は、スイス・ジュネーヴにある建造物である。現在は国際連合ジュネーブ事務局として使用されている。
国際連盟の本部として、1929年から1938年にかけて建設された。
1946年に国際連合事務総長がスイス当局と協定を締結して以来、国際連合ジュネーブ事務局として使用されているが、スイスが国際連合に加盟したのは2002年である。
2012年だけでも、パレ・デ・ナシオンでは1万件以上の政府間会合が開催された。

## 名称
パレ・デ・ナシオンは、直訳すると「万国の宮殿」という意味である。日本語ではフランス語をカタカナに音写した「パレ・デ・ナシオン」と呼ぶことが多い。英語では"Palace of Nations"、中国語では「万国宮」と訳されている。

## 歴史

### 計画と建設
1920年代に行われた建築コンペでは、このプロジェクトが次のように説明されている。
このコンペの対象となっている建造物である宮殿は、ジュネーブにある国際連盟の全ての機関を収容するためのものである。この宮殿は、国際的な問題に対処する際に、穏やかな雰囲気の中で、これらの機関が独立して容易に作業し、司会をし、議論を行うことができるように設計されていなければならない。
377点の応募作品の中から最終的なデザインを選ぶために、建築家の審査員が選ばれたが、受賞作品を決めることはできなかった。最終的に、優秀な応募作品を手がけた5人の建築家が選ばれ、共同で最終デザインを作成することになった。その5人は、スイスのジュリアン・フレゲンハイマー(Julien Flegenheimer)、フランスのカミーユ・ルフェーヴル(Camille Lefèvre)とアンリ・ポール・ネノ(Henri Paul Nénot)、イタリアのカルロ・ブローギ(Carlo Broggi)、ハンガリーのヨシフ・ヴァーゴ(József Vágó)である。内装には、連盟加盟国からの寄付金が使われた。
1936年の完成当時、容積ベースでは44万立方メートルで、ヴェルサイユ宮殿（46万立方メートル）に次ぐヨーロッパ第2位の建築物だった。

### 拡張
国際連合への移管後、2つの増築部が設けられ、使用可能な面積が大幅に拡大した。1950年から1952年にかけて、世界保健機関を一時的に収容するために3階建てのK棟とD棟が建設された。1968年から1973年にかけて、会議施設としてE棟（新棟）が増設され（会議室11室、容積38万立方メートル）、会議室の総数は34室となった。これにより、建物の長さは600メートル、オフィス数2,800室、総容積85万3千立方メートルとなった。

## 立地

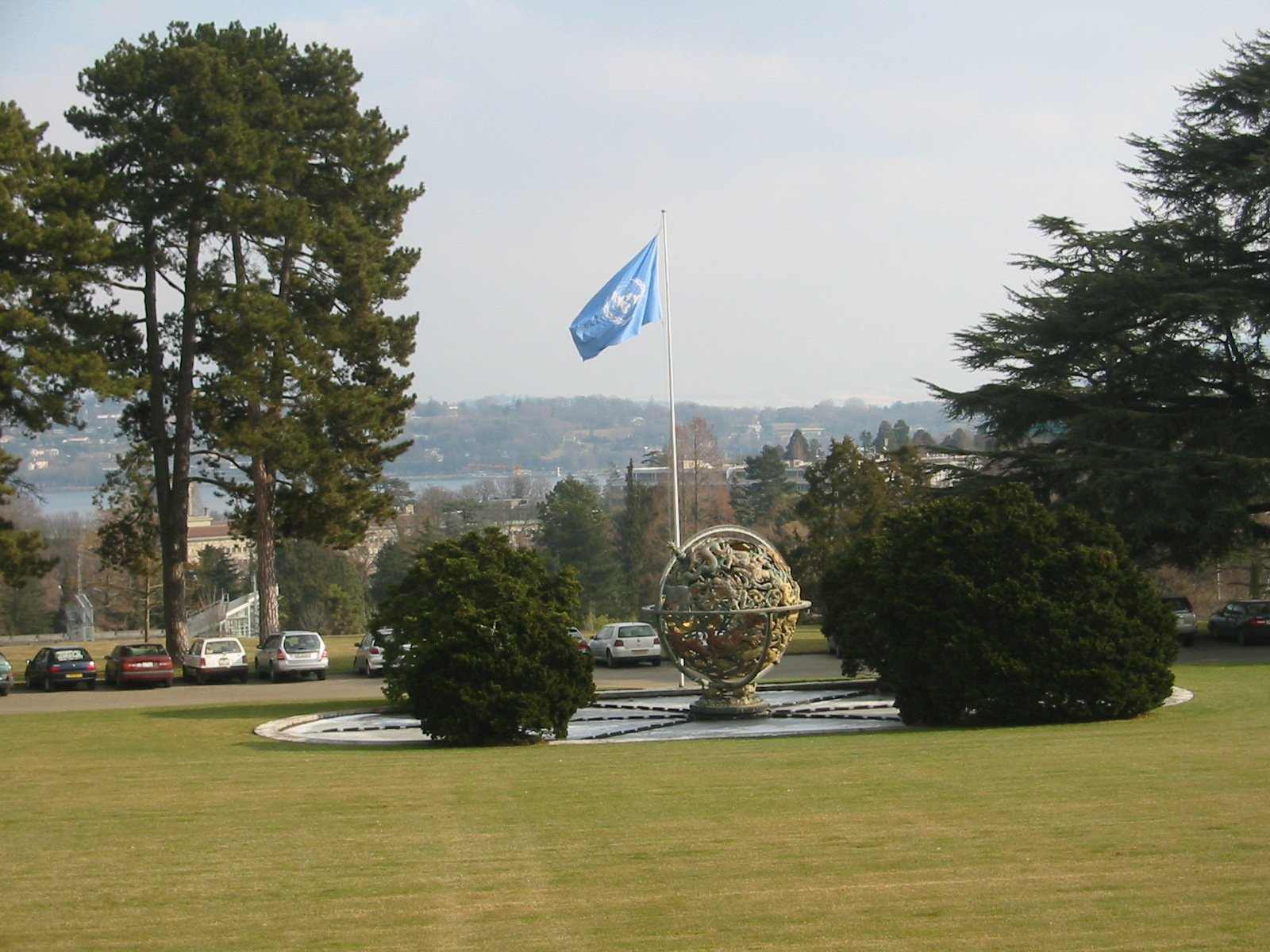
レマン湖を背景にしたアリアナ公園

この建物はアリアナ公園内にある。この公園は、1890年にギュスターヴ・ルヴィーヨが、公園を常に一般公開すること、自分の遺体を公園内に埋葬することなどを条件に、ジュネーヴ市に遺贈したものある。この公園内には、1668年に建てられたシャレーもある。
建物の礎石の下にあるタイムカプセルには、国際連盟加盟国の名前が記載された文書、国際連盟規約の写し、連盟の第10回総会に参加した全ての国の硬貨が入っている。ジュラ山脈を背景にした国際連盟の建物を刻んだ銀メッキされた銅のメダルが鋳造された。
この建物はレマン湖を見下ろし、フレンチアルプスもはっきりと見渡せる。

## ギャラリー
| - パレ・デ・ナシオンのA棟 - ウッドロウ・ウィルソン財団が国連に寄贈したオブジェ『天球儀』 - パレ・デ・ナシオンの前に掲げられた国連加盟国の旗 - 公園内にある家族の像 - 世界保健総会などの大規模な会議に使用される総会ホール - 軍縮会議開催中の会議室 - 国連人権理事会が使用している「人権と文明の同盟の間」 |